# Zeta Capricorni
Désignations
Zeta Capricorni, (ζ Cap, ζ Capricorni) dans la Désignation de Bayer est une étoile de la constellation du Capricorne.

## Nomenclature
Marakk est le nom propre pour Zeta Capricorni / ζ Cap. Ce mot est le transcription de l’arabe مراقّ الجدي Marāqq al-Ğady, « le Bas-ventre du Chevreau ». Ce nom est attesté récemment chez Mustafa Pultar. On peut lire chez les traducteurs arabes de la Μαθηματική σύνταξις de Ptolémée, que cette étoile est situé في أسفل البطن fī asfal al-baṭn, « sur le bas-ventre », pour al-Ḥağğāğ b. Maṭar et تحلبطن taḥt al-baṭn, « sous le ventre » pour Isḥāq b. Ḥunayn, puis la variante في أسافل البطن fī asāfal al-baṭn, « sur le bas-ventre », chez al-Bīrūnī, ou tout simplement في البطن fī l-baṭn, « sur le ventre », chez Al-Battānī. 
En chinois, 十二國 (Shíer Guó), qui signifie Douze États, fait référence à un astérisme qui représente douze anciens états de la Période des Printemps et Automnes et de la Période des Royaumes combattants, constitué de ζ Capricorni, φ Capricorni, ι Capricorni, 38 Capricorni, 35 Capricorni, 36 Capricorni, χ Capricorni, θ Capricorni, 30 Capricorni, 33 Capricorni, 19 Capricorni, 26 Capricorni, 27 Capricorni, 20 Capricorni, η Capricorni et 21 Capricorni. En conséquence, ζ Capricorni elle-même représente l'état Yan (燕), avec ν Ophiuchi dans l'astérisme Mur gauche de l'enceinte du marché céleste.

## Propriétés
Zeta  Capricorni / ζ Cap est une étoile de magnitude +3,77. C'est est une étoile binaire, dont la composante primaire ζ Capricorni A est une géante jaune de type spectral G8IIIp avec une magnitude apparente de +3,77. Elle est considérée comme le prototype des étoiles à baryum, ce qui signifie qu'elle possède une surabondance de molécules de carbone (telles que C2) et d'éléments du processus s. Elle est spécialement notable pour avoir une surabondance d'un élément issu du processus s, le praséodyme.
Sa compagne, ζ Capricorni B est une naine blanche de type spectral DA2.2. Elle est à peu près aussi massive que le Soleil mais sa température de surface est de 23 000 K.
Le système binaire de ζ est à environ 386 années-lumière de la Terre.